# Valle di Cadore
Valle di Cadore är en ort och kommun i provinsen Belluno i regionen Veneto i Italien. Kommunen hade 1 868 invånare (2018).